# Hemidactylus ituriensis
Espèce
Synonymes
- Hemidactylus fasciatus ituriensis Schmidt, 1919

Hemidactylus ituriensis est une espèce de geckos de la famille des Gekkonidae.

## Répartition
Cette espèce est endémique du Nord de la République démocratique du Congo.

## Publication originale
- Schmidt, 1919 : Contributions to the Herpetology of the Belgian Congo based on the Collection of the American Congo Expedition, 1909-1915. Part I: turtles, crocodiles, lizards, and chamaeleons. Bulletin of the American Museum of Natural History, vol. 39, no 2, p. 385-624 (texte intégral).